# みんなで海外FX
みんなで海外FX（みんなでかいがいFX）は、主に外国為替と暗号資産のブローカーのニュースを配信する金融メディアサイト。

## 概要
2014年に公開され、ニュースは主に一般リテール向けの内容で、FX業者のニュースやキャンペーン情報を配信している。
ニュースのほかに、クチコミやFX業者のFAQも公開している。
2022年に、外国為替証拠金取引の関連サービス「みんなでキャッシュバック」を開始し、海外FXのキャッシュバックサービスに参入。XM（エックスエム）やHFMなどの著名な海外FX会社や海外の暗号通貨取引所と提携している。

## 海外FX
みんなで海外FXが掲載しているFX会社はすべて海外FX会社であるとしている。
海外FXとは、みんなで海外FXによるとXM（エックスエム）やEXNESS（エクスネス）のように日本国内に拠点をもたずキプロス共和国やオーストラリアに本店を持つFX会社の事を示し、日本国内に法人を持ち日本人が経営を行うFXFairやGEMFOREX等については、海外FXやFX会社ではなく無登録業者であるとみんなで海外FXは言及している。
海外FXというが、FXの仕組みは日本国内のFX会社が提供しているFX取引と同じである。海外FXと国内FXを分けて考えるのは、日本の金融庁に登録されているかどうか、という違いである。しかし、サービス面では海外FXと国内FXは大きく異なる。海外FXでは、レバレッジ無制限などの25倍以上のハイレバレッジでの取引ができ、FXだけでなくゴールドや暗号通貨・ビットコインのCFDなどもハイレバレッジで取引できる。また、ハイレバレッジに加えて、一般的にゼロカットと呼ばれる追証がないルールが採用されていることも特徴である。海外FXは海外口座、国内FXを国内口座と呼ぶこともある。
海外FX会社は、主にオフショア地域に拠点をおき、日本国内では規制外のため広告をすることができない。そのため、多くの海外FX会社は、口座開設ボーナス（未入金ボーナス、入金不要ボーナス）や入金ボーナスと呼ばれる新規ユーザー獲得のための派手なキャンペーンを行い、ユーチューバーや芸能人などの著名人を利用したステルスマーケティング等も活発に行われている。
また、海外FXについては、X（旧Twitter）やTikTokを中心に海外では利用者がいなかったり日本国内でのみ営業を行うような運営実績や会社実態がない無登録業者を大型ブローカーや人気業者と呼び勧誘するアフィリエイターも増えている。
キプロスにオフィスを構えている場合でも世界中で日本人数名だけが勧誘をしていたり、海外ではFX会社の運営の履歴を購入することもできるため、X等でアフィリエイターが勧誘をしているFX会社の実績が必ずしも正しいとは保証されず、Xでのみ勧誘をしているFX業者について特に注意を払わなければいけない。

## 無登録業者
みんなで海外FXが掲載しているFX業者のほとんどが、日本の金融当局の登録を受けていない無登録の海外FX業者である。海外FX業者は、日本国内で金融庁の認可を受けているFX業者とは区別され、一般的に海外FXと呼ばれている。FX業者は、FX会社やFXブローカーとも呼ばれる。
無登録業者については、PR TIMESが審査せずに宣伝リリースを多数掲載していることが2023年3月に判明し問題となっている。

### 海外金融当局の認可業者
無登録業者とは、金融庁に認可されずに金融商品取引業を行う事業者を指す。しかし、海外FX業者の中には、EUやオーストラリアなどの金融当局から認可を受けているものもあり、金融ライセンスを持っていないわけではない。

### XMの金融ライセンス
例えば、XMはキプロス証券取引委員会や英国FCAなど、10を超える国や地域でライセンスを取得し営業を行っている。XMは2016年にはWorld Finance 100で表彰され、金融業界において活躍する人物や優れた企業が表彰される賞に選ばれた。

### 無登録業者のトラブル
無登録業者については、2022年夏にお笑い芸人のTKO木本武宏が、金融商品取引法で義務づけられる登録をしていない無登録業者の紹介をし総額7億円ともいわれる巨額投資トラブルを起こしたことで話題となった。

### FXFairとHastForex
2023年4月、金融庁が公式にFXFairとHastHorexを出金に応じない海外の無登録業者として名指しした。金融庁が公開の場で「出金に応じない海外の無登録業者」と名指しすることは異例のことである。
みんなで海外FXは、FXFairとHastForexの利用を推奨しないとしているが、この2社を推奨しない理由は公開していない。
HastForexは、2022年にアフィリエイターが主導して勧誘していたが利用者が出金できない状況が発生した。さらに、同社は海外FX業者を自称していたにもかかわらず、日本国内で運営されていた無登録業者であることが判明した。その後、同社の運営者情報がインターネット上に書き込まれたり、同社への被害届が出されるなど問題が拡大している。
HastForexで勧誘を一手に担っていたアフィリエイターは、国内の無登録業者であることを理解して勧誘していたことから、アフィリエイターが自身の勧誘責任を逃れるためにHastForexの運営者情報等をスケープゴートに利用しているという指摘がある。

## 沿革
みんなで海外FXは、2014年にJohn Flowersと2名のスタッフにより公開された。事務所をキプロスとイギリスに置く。日本語でのみ公開されている。
2023年現在、日本国内から口座開設ができる日本国外のFX業者を営業活動を行う85社の海外FX業者を掲載している。
みんなで海外FXは、FX業者の評価をユーザーのクチコミと星の数で示し、トレーダーズレーティングと呼ばれる。みんなで海外FXのトレーダーズレーティングは、FX業者が日本語で評価を示す際に引用される。
みんなで海外FXは、毎年春ごろに投票による「FXアワード」を実施している。